# Редаль
Редаль — река в России, протекает по Струго-Красненскому и Псковскому районам Псковской области. Длина реки составляет 28 км, площадь водосборного бассейна 144 км².
Начинается к востоку от озера Долгое. Течёт в общем южном направлении по заболоченному лесу. Вблизи урочища Кочкино поворачивает на юго-запад и течёт до своего устья по сосново-берёзовому лесу. Устье реки находится в 59 км по левому берегу реки Кеби на высоте 64,9 метра над уровнем моря.
В 7 км от устья, по правому берегу реки впадает река Лонна. Другие притоки — Макаха (лв), Корнушка (пр), Черная (лв).

## Данные водного реестра
По данным государственного водного реестра России относится к Балтийскому бассейновому округу, водохозяйственный участок реки — Великая. Относится к речному бассейну реки Нарва (российская часть бассейна).
Код объекта в государственном водном реестре — 01030000212102000029409.